# Kristina Edström
Kristina Edström es una Profesora sueca de Química Inorgánica en la Universidad de Uppsala. También ocupa el puesto de Jefa del Centro de baterías avanzadas de Ångström (ÅABC) y anteriormente fue Vicedecana de Investigación de la Facultad de Ciencia y Tecnología y Presidenta del programa de investigación STandUp for Energy.

## Biografía
Edström nació en Gotemburgo. Estudió química en la Universidad de Uppsala y obtuvo su doctorado en 1990. Para su trabajo doctoral, Edström investigó electrolitos sólidos, incluida la beta-alumina, junto a Josh Thomas. Obtuvo el puesto asistente de investigación en la Universidad de Uppsala en 1995. Entonces su interés giraba alrededor del diseño de materiales con propiedades especiales. Trabajó en Ericsson Mobile Communications desarrollando baterías de ion de litio para teléfonos móviles.

## Trayectoria científica
Edström investiga baterías y materiales innovadores para electrodos. Ha trabajado en baterías de ion de litio, de litio-aire y de sodio-ion. Su investigación ha considerado especialmente nuevos materiales anódicos, utilizando espectroscopía de fotoemisión para identificar el impacto de las capas intermedias y las interfaces.
Cada vez que las baterías recargables se cargan y descargan, pierden un poco de su capacidad. Esta degradación podría ser causada por cristales que se forman en los electrodos. El trabajo más reciente de Edström ha explorado las baterías que se reparan a sí mismas mediante el uso de polímeros. Los polímeros pueden formar enlaces de hidrógeno débiles con otras cadenas de polímeros o las superficies de los electrodos. Edström ha propuesto utilizar polímeros en la superficie de los electrodos para evitar que estos se agrieten. Con esa intención, ha sintetizado una gama de polímeros que ha investigado utilizando espectroscopia electroquímica y cuyas interfaces entre el electrodo y el electrolito ha simulado. Los electrolitos utilizados por Edström incluyen cerámica fija y electrolitos a base de sal. Edström está interesada en las tecnologías de baterías para la industria automotriz.
Edström dirige el Centro de Baterías Avanzadas de Ångström en la Universidad de Uppsala, que es el grupo más grande de los países nórdicos. Dirige un proyecto de la Comisión Europea, la Iniciativa de Investigación a Gran Escala de la UE BATTERY 2030+, que está desarrollando la próxima generación de materiales de almacenamiento de energía.

### Servicio académico
Edström fue ascendida a profesora en la Universidad de Uppsala en 2005. Ha ocupado el puesto de Vicedecana de Investigación en la Facultad de Ciencia y Tecnología, y el de Vicecanciller del Programa de Grado. Además de su investigación, Edström está involucrada en la tutoría y la enseñanza de investigadores de carrera temprana. Dijo que "soy como un paraguas en diferentes agrupaciones de investigadores que buscan y reciben sus propias becas de investigación. Es divertido ver que los estudiantes de doctorado dan el salto ... Progresan mas rápido en su área de investigación que yo. Es fascinante!".
De 2010 a 2017, Edström fue presidenta del programa de investigación STandUp for Energy. El Real Instituto de Tecnología KTH, la Universidad Tecnológica de Luleå y la Universidad de Ciencias Agrícolas de Suecia forman parte de este programa. Desde 2016 y hasta 2021, Edström es Directora de SwedNess, un programa de posgrado en dispersión de neutrones.
Es miembro de la Real Academia de las Ciencias de Suecia y de la Real Academia de Ciencias de la Ingeniería de Suecia.

## Premios y honores
- 2001 Beca Luttemans
- 2002 Premio Benzelius Prize otorgado por la Real Academia de las Ciencias de Suecia
- 2008 Premio Thuréus
- 2011 Medalla de Oro de la Universidad de Uppsala[14]
- 2017 Doctorado honorario de la Universidad Noruega de Ciencia y Tecnología[15]
- 2018 Gran Premio del Real Instituto de Tecnología KTH[16]
- 2019 Medalla Rudbeck de la Universidad de Uppsala[17]
- 2019 Académica Wallenberg[18]

## Lista de publicaciones destacadas
- D. Larcher, S. Beattie, M. Morcrette, K. Edström, J.-C. Jumas, J.-M. Tarascon; Recent findings and prospects in the field of pure metals as negative electrodes for Li-ion batteries; Journal of Materials Chemistry, 3759-3772 (17), 2007. doi:10.1039/b705421c
- K. Edström, T. Gustafsson, J. Thomas; The cathode–electrolyte interface in the Li-ion battery, Electrochimica Acta, 337-364, 2004. doi:10.1016/j.electacta.2004.03.049
- A.M. Andersson, K. Edström; Chemical composition and morphology of the elevated temperature SEI on graphite; Journal of The Electrochemical Society, A1100-A1109 (148), 2001. doi:10.1149/1.1397771
- K. Edström, M. Herstedt, D.P. Abraham; A new look at the solid electrolyte interphase on graphite anodes in Li-ion batteries; Journal of Power Sources, 380-384 (153), 2006. doi:10.1016/j.jpowsour.2005.05.062
- A.M. Andersson, M. Herstedt, A.G. Bishop, K. Edström; The influence of lithium salt on the interfacial reactions controlling the thermal stability of graphite anodes; Electrochimica Acta; 1885-1898 (47), 2002. doi:10.1016/S0013-4686(02)00044-0
- B. Philippe, R. Dedryvère, J. Allouche, F. Lindgren, M. Gorgoi, H. Rensmo, D. Gonbeau, K. Edström; Nanosilicon electrodes for lithium-ion batteries: interfacial mechanisms studied by hard and soft X-ray photoelectron spectroscopy; Chemistry of Materials, 1107-1115 (24), 2012. doi:10.1021/cm2034195
- L. Fransson, J.T. Vaughey, R.A. Benedek, K. Edström, J.O. Thomas, M.M. Thackeray; Phase transitions in lithiated Cu2Sb anodes for lithium batteries: an in situ X-ray diffraction study; Electrochemistry Communications, 317-323 (3), 2001. doi:10.1016/S1388-2481(01)00140-0
- S.K. Cheah, E. Perre, M. Rooth, M. Fondell, A. Hårsta, L. Nyholm, M. Boman, T. Gustafsson, J. Lu, P. Simon, K. Edström; Self-supported three-dimensional nanoelectrodes for microbattery applications; Nano letters, 3230-3233 (9), 2009. doi:10.1021/nl9014843
- H. Bryngelsson, M. Stjerndahl, T. Gustafsson, K. Edström; How dynamic is the SEI?; Journal of Power Sources, 970-975 (174) 2007. doi:10.1016/j.jpowsour.2007.06.050
- A.M. Andersson, A. Henningson, H. Siegbahn, U. Jansson, K. Edström; Electrochemically lithiated graphite characterised by photoelectron spectroscopy; Journal of Power Sources, 522-527 (119) 2003. doi:10.1016/S0378-7753(03)00277-5